# 天津六
天津六 (天鵝座τ)是在天鵝座的一對聯星，距離地球大約69光年。主星是4等的GJ 822.1 A，光譜類型為F2IV的黃白色次巨星，因此它的表面溫度在6,000至7,500K，比太陽更大和更熱，亮度則數倍於太陽。它的伴星，6等的GJ 822.1 B，是一顆黃色的主序星，光譜類型為G0V。它的大小、表面溫度和亮度都與我們的太陽相似。